# Лулео
Лу́лео (швед. Luleåо файле [ˈlʉ̌ːlɛɔ], луле-саам. Luleju; фин. Luulaja) — город и порт на северо-востоке Швеции, в фьорде Ботнического залива Балтийского моря. Административный центр лена Норрботтен и коммуны Лулео.
Авиабаза «Лулео-Каллакс», американские стратегические бомбардировщики B-1B Lancer.
Население — 44 208 жителей (2018).
Климат субарктический, средняя температура июля составляет 15 °С со средним максимумом 18 °С, средняя температура января — −10 °С со средним минимумом −14 °С.
Поселение с таким названием известно с XIII века, в 1621 году оно было объявлено городом. Однако, в 1649 году из-за отступления моря, связанного с гляциоизостаческими процессами, город был перенесен на 10 км на юго-восток, а поселение на старом месте стало называться Гаммельстад.
В 1887 году в городе был сильный пожар, уничтоживший большую часть зданий. После этого город пришлось отстраивать заново. В том числе в центре города была построена церковь в неоготическом стиле, получившая во время освящения имя правящего монарха Оскара-Фредерика. В 1904 году, после создания епархии Лулео (самой северной и самой новой в Швеции) церковь стала кафедральным собором. Длина церковного шпиля составляет 67 метров, что делает его самым высоким зданием в городе.
Во время Второй Мировой Войны шведский порт Лулео был специально переоборудован для поставок железной руды в Германию через воды Балтики.
Город служит портом по отгрузке железной руды с рудников в Лаппланде (как и Кируна и Елливаре), доставляемой по железнодорожной ветке Мальмбанан, в нём развиты чёрная металлургия, машиностроение, производство пиломатериалов и целлюлозы. В городе функционируют Аэропорт. Саамский этнографический музей.
Город является родиной таких музыкальных групп как Movits!, Machinae Supremacy, Gates of Ishtar, The Duskfall, The Everdawn, The Moaning, Scheitan, Helltrain.

## Города-побратимы
- Зеница, ( Босния и Герцеговина)

В 2022 году Лулео прекратил сотрудничество с Мурманском из-за вторжения России на Украину

## Галерея

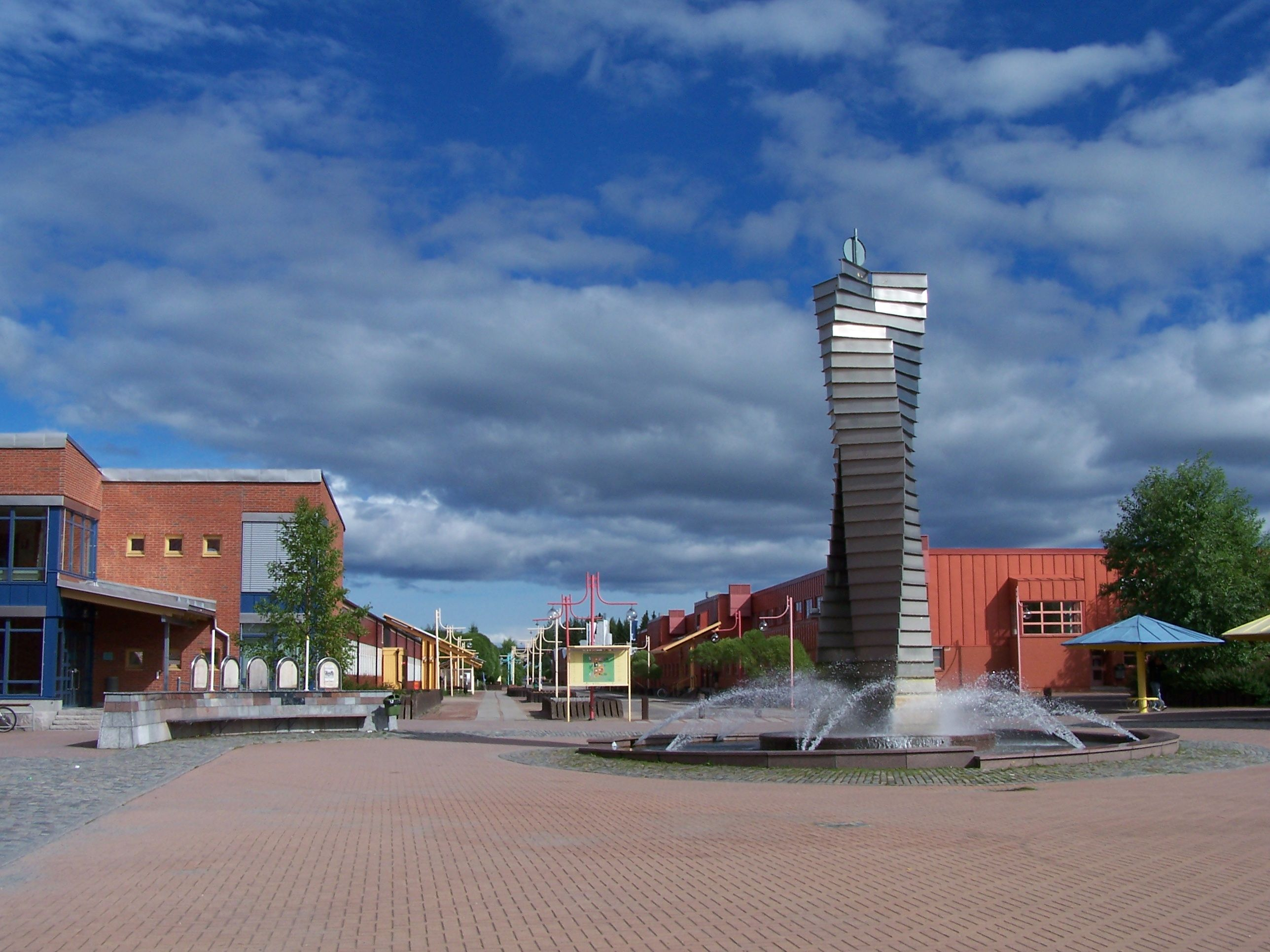
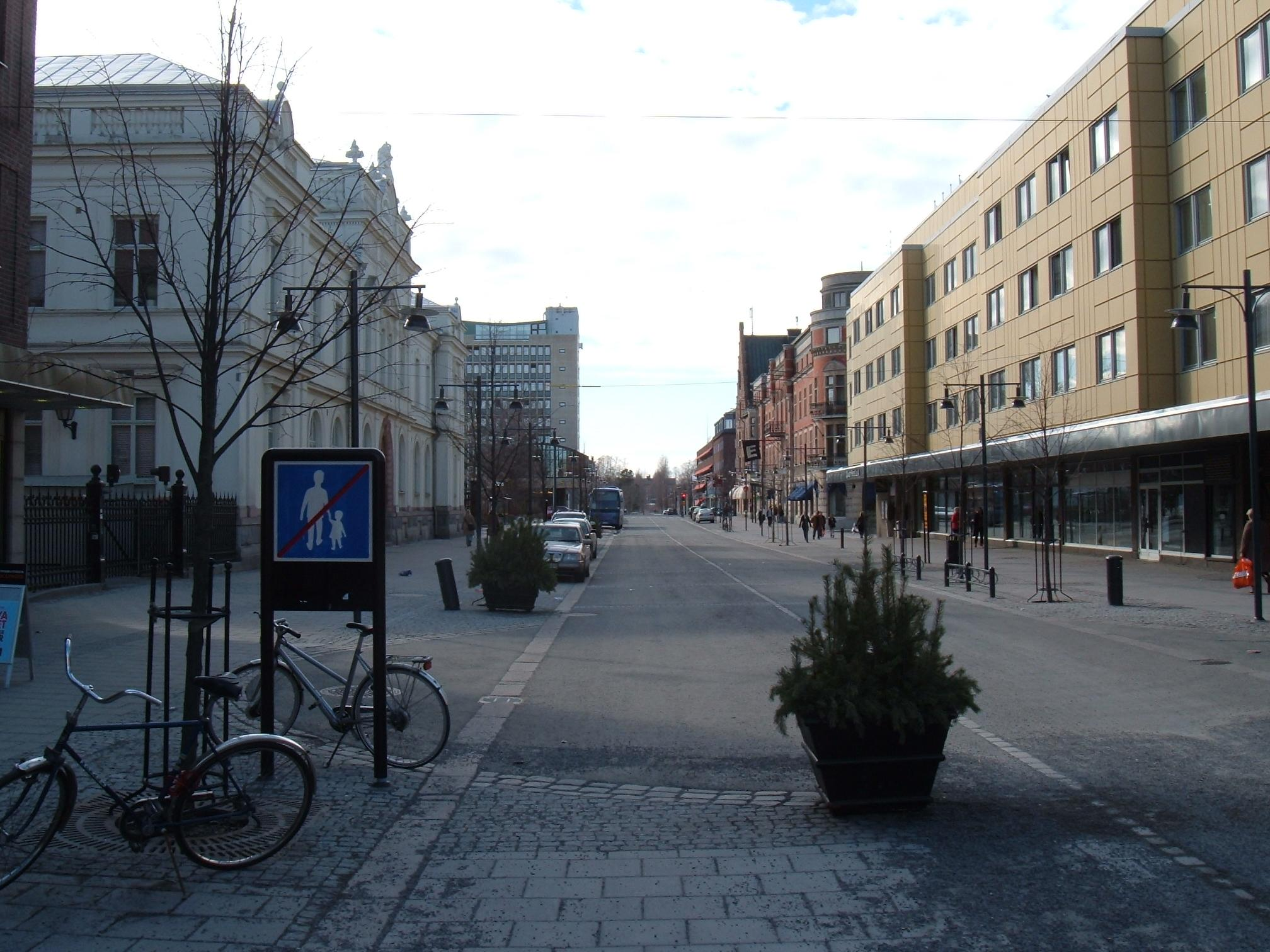
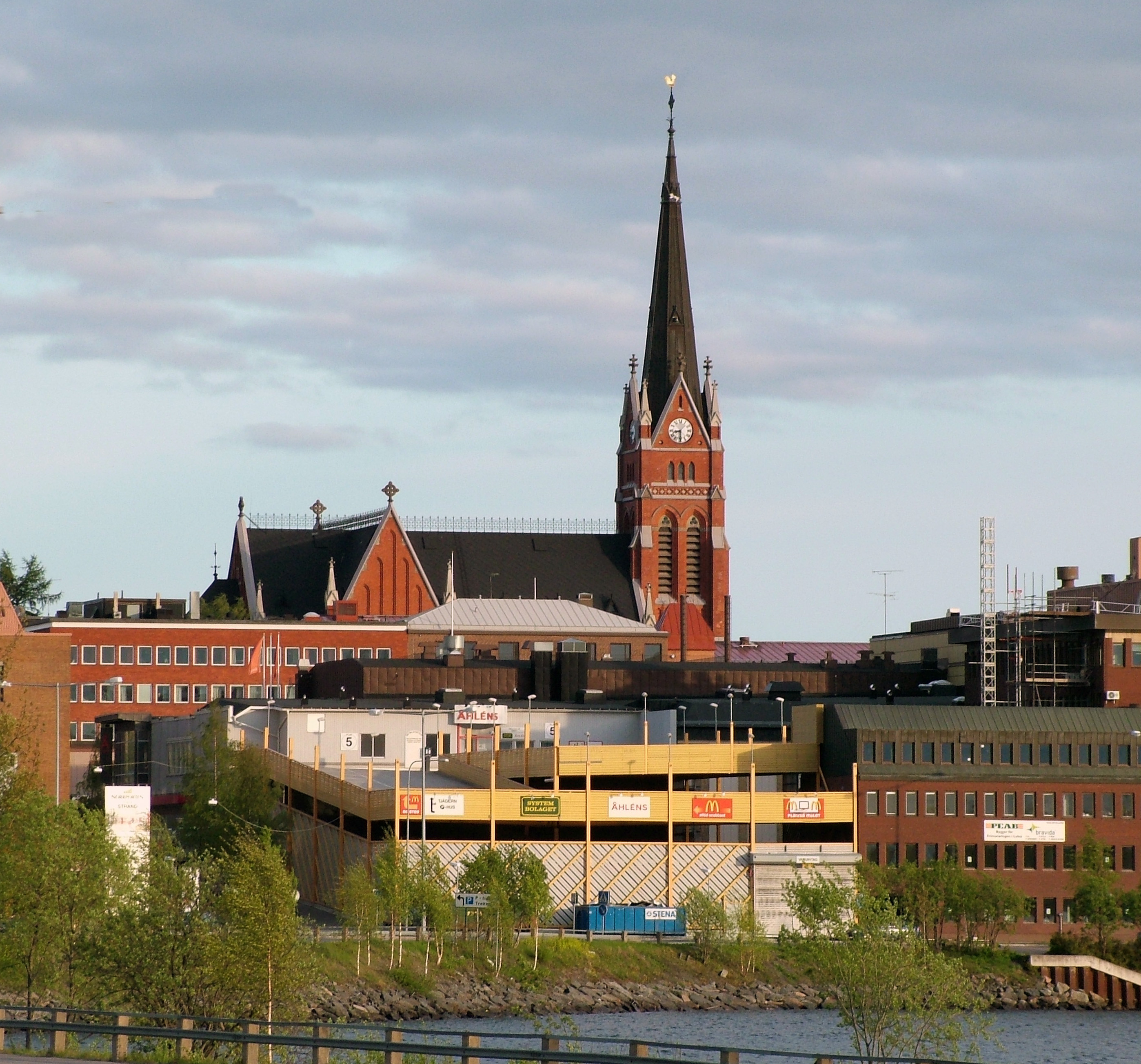
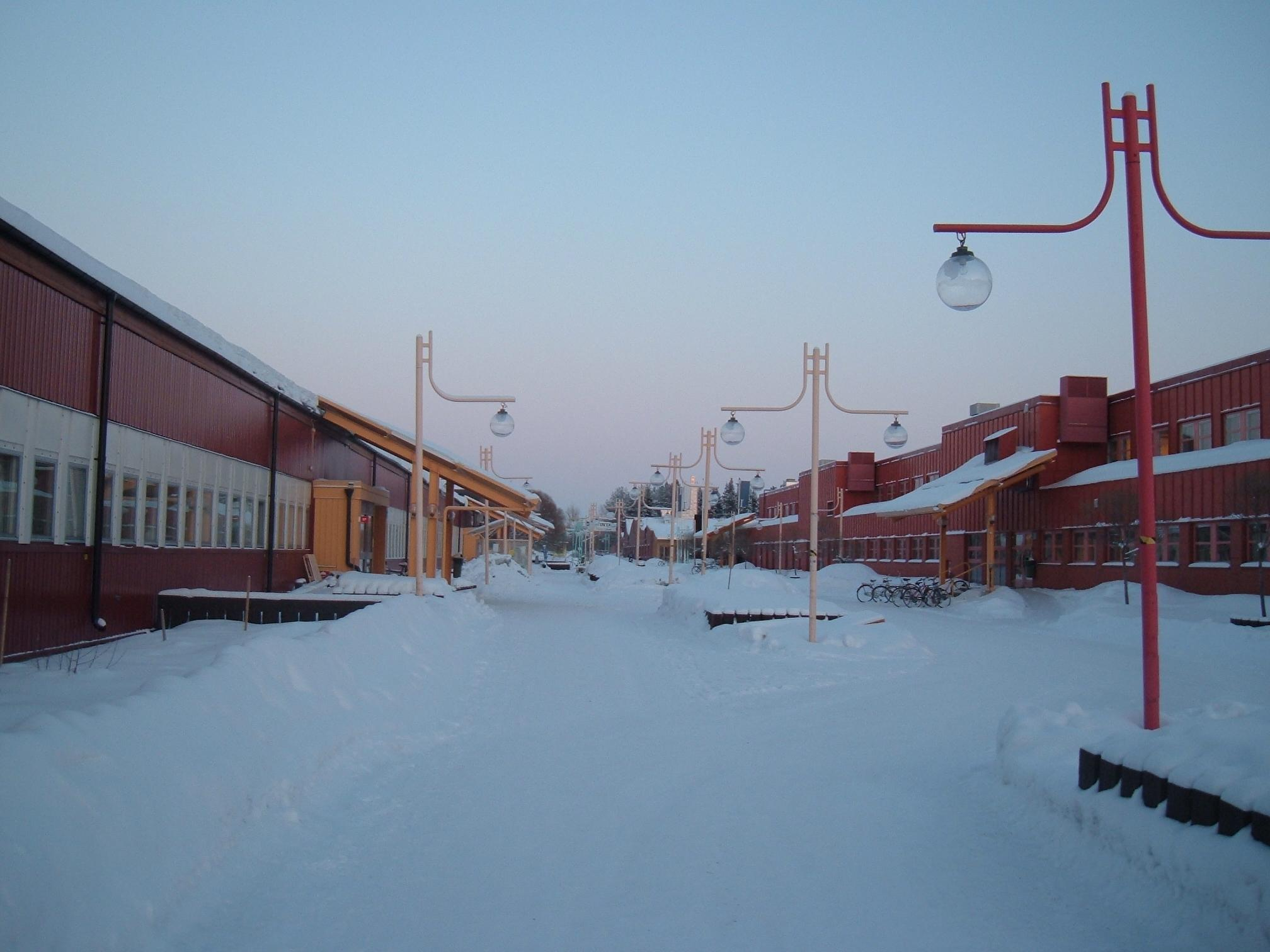